# Серафим (Дем'янів)
Архієпи́скоп Серафи́м (Володимир Васильович Дем'янів 9 липня 1953, село Зозулинці, Заліщицький район, Тернопільська область)  — архієрей Української православної церкви (Московського патріархату), архієпископ Яготинський, вікарій Київської єпархії.
Тезоімеництво  — 2 (15) січня (преподобного Серафима Саровського).

## Життєпис
1975 — ніс послух іподиякона у архієпископа Чернігівського та Сумського Антонія (Вакарика).
4 липня 1976 року — рукопокладений в сан диякона.
7 червня 1976 року — рукопокладений в ієрея та призначений настоятелем Свято-Преображенської церкви міста Бахмач Чернігівської єпархії.
15 січня 1979 року — пострижений в ченці.
1984 року — настоятель Свято-Успенської церкви селища Баришівка Київської єпархії.
1989 року — призначений настоятелем Свято-Преображенського Гошівського чоловічого монастиря Івано-Франківській єпархії.
15 травня 1990 року — настоятелем Свято-Пантелеймонівського собору в Києві.
1999 — закінчив Київську духовну семінарію.
2000 — закінчив Київську духовну академію.

### Архієрейство
14 листопада 2007 року — єпископ Яготинський, вікарій Київської Митрополії.
15 листопада 2007  року — наречення єпископом Яготинським.
16 листопада 2007 року — хіротонія.
23 грудня 2010 року — доручено управління Яготинським вікаріанством, що утворене на території Згурівського, Яготинського та Баришівського районів Київської області у складі Київської єпархії.
24 березня 2012 року — возведений в сан архієпископа.

## Нагороди
21 вересня 2012 року — нагороджений орденом св. Димитрія Ростовського.
9 липня 2013 року — нагороджений орденом преподобного Серафима Саровського ІІІ ступеню.
1 серпня 2013 року— відзнака Предстоятеля РПЦ